# Molinologie
Molinologie (z latinského molina = mlýn a řeckého logos = nauka, česky nauka o mlýnech) je obor, který se zabývá stavebními objekty mlýnů, jejich technologickým vybavením, provozovanou technologií, používanými pohony včetně převodů, vývojem mlynářství a jeho dějinných mezníků, společenskými souvislosti a kulturou mlýnů.
Zahrnuje mlýny všech druhů pohonu od síly lidské a zvířecí, vodní, větrné, parní a motorové (se spalovacími motory).
Pojem molinologie byl vytvořen roku 1965 na prvním symposiu Mezinárodní molinologické společnosti, celosvětově nejvyššího orgánu zabývajícího se naukou o mlýnech.
V Pardubicích se v roce 2016 uskutečnila jedinečná molinologická konference „Mlynářská symbolika aneb 900 let mlynářského znaku“, a to u příležitosti 900. výročí udělení erbu mlynáři Jiříku z Doupova, který se dle pověsti zasadil o vítězství v bitvě na Luckém poli 13. května 1116. Pořadateli konference byli spolek VodníMlýny.cz, Podbrdské muzeum v Rožmitále pod Třemšínem a Regionální muzeum ve Vysokém Mýtě a hlavním cílem bylo osvětlit původ mlynářského znaku.

## Mlynářský znak

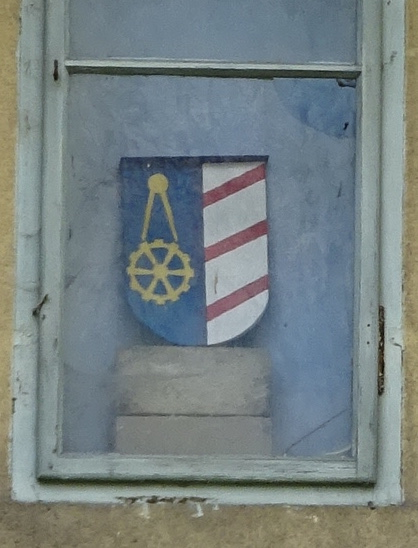
Mlynářský znak ve výklenku na fasádě Suchého mlýna

Legenda o hrdinném mlynáři Jiřím z Doupova, který měl odměnou za statečnost erb obdržet, je výmyslem Václava Hájka z Libočan. První reálně doloženou zmínkou o mlynářském znaku je dílo Jaroslava Karase Historický vývoj mlynářství z roku 1919. V této knize je znak prezentován jako "štít polcený zeleným zúženým kůlem modro-stříbrně, vpravo na stříbrném ozubeném kole stojí zlaté kružidlo, vlevo tři šikmá zúžená břevna." Heraldicky pravé pole štítu zobrazuje nástroje, které mlynáři potřebovali ke své práci (kružidlo, palečné kolo). Heraldicky levé pole pak zřejmě navazuje na erbovní pověst; zajímavostí ovšem je, že Doupovští nesli ve znaku tři břevna vodorovná, nikoli šikmá (tento reálný mlynářský znak byl zřejmě konstruován jen na základě popisu Václava Hájka z Libočan, bez znalosti skutečného doupovského erbu). Mlynářský znak v podobě, v jaké je dnes znám a užíván, je třeba vnímat jako romantizující, pozdně obrozenecký novotvar z 2. poloviny 19. století a pravděpodobně se liší od mlynářské symboliky středověku.